# 세토 (열차)
선라이즈 세토(일본어: サンライズ瀬戸:さんらいずせと 산라이즈 세토[*])는 도쿄역 ~ 다카마쓰역 간을 도카이도 본선, 산요 본선, 우노 선, 혼시비산 선, 요산선을 사용하여 운행 중인 침대 특급열차이다.

## 개요
"선라이즈 세토"는 1998년 7월 10일에, 그 때까지 24계 25형 객차로 도쿄역 ~ 다카마쓰역 간을 1일 1왕복으로 운행 중이었던 침대특급 "세토"(瀬戸)를 대체하여, 새로 제조된 285계 전동차로 운행을 개시한 열차이다. 이전의 "세토"는 전구간 단독 운전을 실시했으나 "선라이즈 세토"는 침대특급 "이즈모"의 후속인 "선라이즈 이즈모"와 노선이 중복되는 도쿄역 ~ 오카야마역 간은 "선라이즈 이즈모"와 병결 운전을 실시한다.
2018년 현재 도카이도 본선의 전 구간을 주행하고, JR 4사(동일본, 도카이, 서일본, 시코쿠)의 구간을 주행하는 유일한 여객열차이다.
2015년 3월의 다이어그램 개정 전부터 일본어와 영어의 2개 국어 자동 안내방송이 실시되고 있었다. JR 서일본의 재래선 특급열차 중에서는 이 열차와 '하루카', '선라이즈 이즈모', '선더버드'의 일부 열차에서만 2개 국어 자동 안내방송이 실시되고 있었으며, 침대특급열차의 2개 국어 자동 안내방송의 도입은 '카시오페이아'에 이어 2번째이다.
2016년 3월 21일(종착역 도착일 기준)을 끝으로 임시침대특급 '카시오페이아'가 운행을 종료하고, 다음 날인 22일(종착역 도착일 기준)을 끝으로 급행 '하마나스'가 운행을 종료하여, 그 다음 날인 23일부터는 '선라이즈 이즈모'와 함께 JR선을 주행하는 유일한 정기 침대특급열차이자 정기 야간 여객열차가 되었다.

## 운행 개황

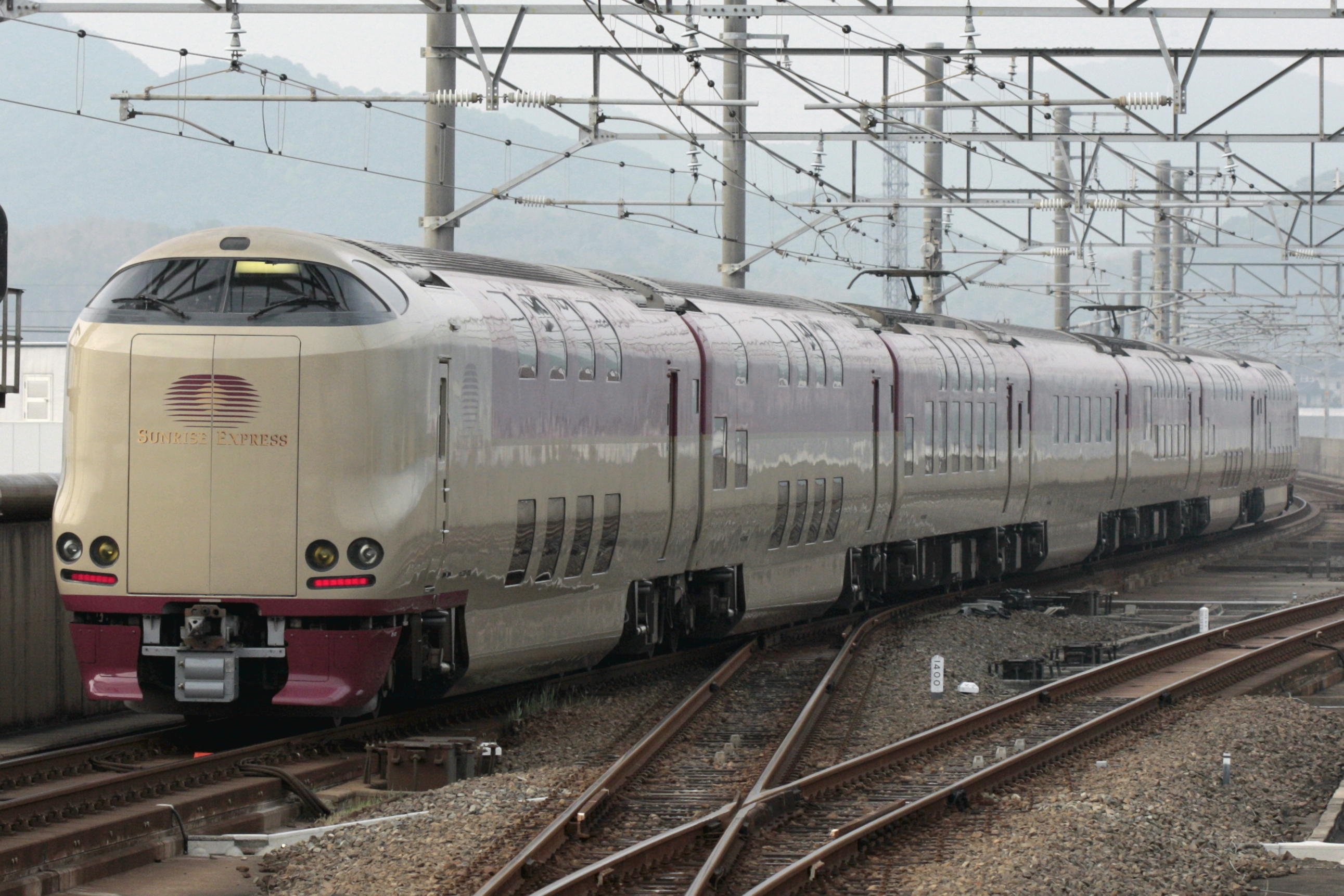
혼시비산 선(세토오오하시 선)을 주행하는 '선라이즈 세토'
(2009년 5월 3일, 자야마치역에서 촬영)

도쿄역과 다카마쓰 역을 약 9시간 30분에 연결하며, 1일 1왕복 운행된다.
이용객이 많은 금요일, 토요일, 공휴일 전날에 한하여, 하행 열차가 다카마쓰 역 도착 후, 고토히라역까지 연장 운행하기도 한다.
- 1999년 7월부터 2009년 8월까지는 성수기에 마쓰야마역까지 연장 운행하였다.[2] 단, 연장 운행 시에는 장거리 이용객을 우선하기 때문에 다카마쓰 역 ~ 마쓰야마 역 간의 연장 구간만을 이용하는 것은 불가능했다. 그래서 다카마쓰 역에서는 승차하는 사람이 없도록 행선 표시기에 "回送"(회송)으로 표기했다. 또한 마루가메역 이원을 이용할 경우 사카이데역(정식적으로는 우타즈역 ~ 다카마쓰역을 이용하게 되는데, 영업상의 특례로 다카마쓰 역의 개찰구를 나가지 않는 한 우타즈 역 ~ 다카마쓰 역 간의 운임, 특급요금은 불필요하였다. 설정 초기에는 여름방학 기간에 거의 매일 운행하였으며, 봄방학, 골든위크, 가을철에 운행하기도 하였으나, 해마다 운행 날짜가 줄어들고, 2002년에는 봄 • 가을철 운행이 폐지되고, 오봉과 연말연시에만 운행되다가, 2009년 8월 이후로 마쓰야마 연장 운행은 이루어지지 않고 있다.
- 2014년 9월 ~ 11월의 금요일, 주말, 공휴일 전날 등 총 31일간 하행 열차에 한하여 고토히라역까지 연장운행을 실시하였으며[3], 현재까지도 한시적으로 연장 운행이 실시된다. 단, 연장 구간인 다카마쓰 역 ~ 고토히라 역 구간만의 이용은 불가능하며, 우타즈 역 ~ 다카마쓰 역 간의 운임 및 요금은 면제된다.

전신인 '세토'가 우코 연락선을 이용하여 수도권, 도카이도 본선의 각 연선 도시들과 시코쿠를 잇는 열차였을 때, 혼슈 측에서의 다이어그램이 고려되어 있었으며, 시코쿠 측에도 동명의 열차가 있었으며, 세토오오하시 선 개통 이후에도 시코쿠여객철도(JR 시코쿠) 관내의 사카이데 역, 다카마쓰 역에서 특급열차와 연계되며, 도카이도 • 산요 신칸센 열차처럼 특급권의 환승 요금 제도가 존재한다.
열차 번호는 하행이 5031M, 상행이 5032M이며, 마쓰야마 연장 운행 시에는 다카마쓰 ~ 마쓰야마 구간은 하행이 9031M, 상행이 9032M이다.

### 정차역
도쿄역 - {시나가와역} - 요코하마역 - {오다와라역} - 아타미역 - 누마즈역 - 후지역 - 시즈오카역 - (하마마쓰역) - <오사카역> - <산노미야역> - 히메지역 - 오카야마역 - 고지마역 - 사카이데역 - 다카마쓰역
연장 운행 구간의 정차역
마쓰야마 연장 운행 구간: 다카마쓰 역 - 마루가메역 - 다도쓰역 - 간온지역 - 가와노에역 - 이요미시마역 - 니하마 역 - 이요사이조역 - 뉴가와역 - 이마바리역 - 이요호조역 - 마쓰야마역
고토히라 연장 운행 구간: 다카마쓰 역 - 다도쓰 역 - 젠쓰지역 - 고토히라역
- ( ) 안의 역들은 하행 열차만, < > 안의 역들은 상행 열차만 정차하며, { } 안의 역들은 상행 열차에서 큰 지연이 발생했을 때 임시정차하는 역들이다. 상행 열차는 오다와라역 ~ 지가사키역 구간을 도카이도 화물선으로 주행하는데, 큰 지연이 발생하면 지가사키 역 ~ 쓰루미역 구간도 도카이도 화물선으로 주행하고, 쓰루미 역 ~ 시나가와역 구간은 힌카쿠 선(요코스카 선)을 주행하고, 요코하마 역에 정차하지 않으며, 시나가와 역에서 운행을 종료한다.
- 상하행 열차 모두 도요하시역, 마이바라역에, 하행 열차는 기후역, 오사카역에, 상행 열차는 나고야역, 하마마쓰역에 운전정차한다.

### 사용 차량 및 편성
서일본여객철도(JR 서일본)의 고토 종합차량소와 도카이여객철도(JR 도카이)의 오오가키 차량구 소속의 285계 전동차를 사용하고 있다. 7량 편성으로 개인실 A침대 싱글 디럭스, 개인실 B침대 선라이즈 트윈, 싱글 트윈, 싱글, 솔로, 보통칸 지정석 노비노비 좌석으로 구성되어 있다. 또한 3호차와 10호차에는 미니 살롱이 설치되어 있다.
도쿄역 ~ 오카야마 역 간은 선라이즈 이즈모와 선라이즈 세토를 병결하여 오카야마 역에서 연결을 해제한다. 차량의 운용은 일순하게 짜여 있다: 선라이즈 이즈모 도쿄행 → 선라이즈 세토 다카마쓰 행 → 선라이즈 세토 도쿄행 → 선라이즈 이즈모 이즈모시행의 순서로 운용되고 있다. 이러한 운용 형태는 1994년 ~ 1999년의 사쿠라, 2005년 ~ 2009년까지의 하야부사, 후지에서도 볼 수 있었다.
샤워실은 3호차, 4호차, 10호차, 11호차에 있으며 샤워 카드로 6분간 물을 이용할 수 있다. 이 중 4호차, 11호차는 개인실 A침대 이용객 전용이다. 개인실 A침대 이용객은 차장이 배포하는 무료 샤워 카드로 이용할 수 있지만, 개인실 B침대 및 노비노비 좌석 이용객은 3호차, 10호차에 있는 판매기에서 320엔의 샤워카드를 구입하여야 한다.

### 담당 승무원
기관사, 차장 모두 동일본여객철도(JR 동일본), 도카이여객철도(JR 도카이), 서일본여객철도(JR 서일본), 시코쿠여객철도(JR 시코쿠)가 자사 구간만을 담당하며, 따라서 회사 경계인 아타미역, 마이바라역, 고지마역에서 교대한다. 담당 차장의 자세한 내용은 아래와 같다.
- 도쿄역 ~ 아타미 역 구간: 도쿄 차장구
- 아타미 역 ~ 하마마쓰 역 구간: 시즈오카 운수구(상행) / 하마마쓰 운수구(하행)
- 하마마쓰 역 ~ 마이바라 역 구간: 나고야 운수구
- 마이바라 역 ~ 히메지 역 구간: 오사카 차장구
- 히메지 역 ~ 고지마 역 구간: 오카야마 차장구
- 고지마 역 ~ 다카마쓰 역 구간: 다카마쓰 차장구

### 내용주
1. ↑  홋카이도 신칸센 개통 전인 3월 25일까지는 운휴 취급되었기 때문에, 정식 폐지일은 26일이다.

## 같이 보기
- 이즈모 (열차)
- 침대차